# Smilax lasioneura
Smilax lasioneura är en enhjärtbladig växtart som beskrevs av William Jackson Hooker. Smilax lasioneura ingår i släktet Smilax och familjen Smilacaceae. Inga underarter finns listade.